# Neohybothorax
Neohybothorax is een geslacht van vliesvleugeligen uit de familie bronswespen (Chalcididae). De wetenschappelijke naam van dit geslacht is voor het eerst geldig gepubliceerd in 1960 door Nikol'skaya.

## Soorten
Het geslacht Neohybothorax omvat de volgende soorten:
- Neohybothorax hetera (Walker, 1834)
- Neohybothorax imitator Nikol'skaya, 1960